# Zorlești, Gorj
Zorlești este un sat în comuna Prigoria din județul Gorj, Oltenia, România.

## Vezi și
- Biserica „Sfântul Gheorghe și Sfântul Nicolae” din Zorlești

 Acest articol despre o localitate din județul Gorj este deocamdată un ciot. Puteți ajuta Wikipedia prin completarea lui.